# Площадь Детей
Площадь Детей — площадь в Воронеже, расположенная в Центральном районе.

## История
До революции на этом месте была плотная застройка. На бугре, на котором сейчас расположен Дворец творчества детей и молодёжи, находилась тюрьма. После её сноса здесь появился сквер.
Современная площадь образовалась в 1996 году в связи с открытием Дворца детей и юношества, строившегося с 1974 по 1988 год, и созданием архитектурно оформленной площадки перед ним.